# 岩本信一
岩本 信一（いわもと のぶかず、 1921年1月26日 - 2000年1月20日）は、広島県三次市出身のプロ野球選手（投手）・コーチ・審判員。
兄は元祖神主打法として知られる岩本義行。

## 経歴

### 現役時代
旧制広陵中学では白石勝巳らの2学年下に当たり、中学時代は主力投手ではなかったが、卒業後の1939年に明治大学へ進学。谷沢梅雄監督率いる黄金時代で活躍し、戦後は明電舎の経て、1946年に広陵の先輩・平桝敏男や濃人渉、門前眞佐人らと広島駅前で遊興産業に携わっていた広島鯉城園のノンプロチームに参加。同年夏に戦後初の都市対抗野球大会へ出場し、初戦で先発・橋本正吾の後を継ぐ2番手としてマウンドに上がるも、この大会優勝した大日本土木に打ち込まれ惨敗した。
鯉城園の主力選手は、この後東京カブスと合流し国民リーグに参加したが、岩本は1947年に山本一人が選手兼任監督であった南海ホークスに入団。カーブ、ドロップ、シュートを武器に背番号7、先発の一角として活躍し、1948年は3完封を含む8勝を挙げ、南海2度目の優勝に貢献。マウンドでバッターに「奥さん、お元気ですか!」などと大きな声をかけ「エイ!」と投げる「喋るピッチャー」であり、同年に別所引抜き問題で遺恨のあった巨人-南海戦、4月14日に起こった有名な三原ポカリ事件があった試合の先発投手でもあった。この試合で巨人打線を抑え救援の中谷信夫に後を託して、風呂に入っていた岩本は事件が起こった9回表に「乱闘だ!」と聞いて「よっしゃぁ!」とパンツも穿かずに風呂を飛び出しグラウンドに出ようとした熱い男でもあった。同年11月9日に姫路城郭の三の丸球場で行われた変則ダブルヘッダー第2試合の金星戦に先発し、池田善蔵と投げ合って3安打完封勝利を記録。打撃でも池田から4打数2安打1打点を記録し、第1試合・阪急-中日戦の今西錬太郎と共に姫路城郭内で白星を挙げた投手として名を残している。1950年に2リーグ分裂で新設された大洋ホエールズへ移籍し、大洋・横浜球団の初代背番号1となる。先発の一角として7勝を挙げ、1951年には松竹ロビンスに移籍するが、同年限りで現役を引退。

### 引退後
引退後はアマチュア野球の審判を務め、兄・義行が宮城県仙台市の奥で鉱山を経営していた関係から東北地方に在住。1953年には夏の甲子園東北大会決勝で二塁線審を務め、この試合で敗戦投手となったが、米沢西高校のエース・皆川睦雄の素質を買い鶴岡一人に獲得を進言、皆川は南海入りした。この時代、甲子園に出場していない高卒の東北出身者のプロ野球入りは珍しかった。
この後はパシフィック・リーグ審判（1954年 - 1959年）を務め、1956年から1959年には兄・義行が監督であった東映戦で球審を務めることもあり、兄が弟に選手交代を告げるシーンも見られた。1958年5月3日の東映-近鉄戦（駒沢）では一升瓶を持った酔客に襲われそうになったが、山本八郎が羽交い締めにして運び去ったことで難を逃れた。
その後は岩本や根本陸夫と共に球界で粋なソフト帽を斜めに被って街を歩いていた一人でもあった水原茂監督に乞われて中日に入団し、二軍コーチ（1969年 - 1972年）→寮長（1973年 - 1978年）を務めた。
中日時代は「中隊長」の愛称で呼ばれ、名寮長として知られた。寮長就任は中日監督に就任した水原茂から「元気な寮にしてくれ」と乞われたからである。合宿所2階の寮長室には緑茶、ほうじ茶、玄米茶、コーヒー、紅茶が置いてあり、岩本は「ホレ、岩本パーラーじゃ」と言っていた。越智正典が寮を訪ねて来た際、岩本が新人・星野仙一を越智に紹介しようと3人でのメシに誘ったら、星野は「巨人の回し者とメシが食えるか」と越智とのメシを拒否したという。
1969年の明石キャンプでは半ばの紅白戦で水原が4年目の外山博に着目し、本球場の隣の陸上競技場で練習をしていた岩本に「外山をよこせ」と使いを出した。岩本は二軍全選手に集合を命じ「只今より外山の壮行会を実施する。気を付け!外山博バンザーイ」と帽子を脱いで空に投げ、選手も投げると、帽子はくるくると空を舞った。
田尾安志はよく外で一杯やっている徳武定祐一軍打撃コーチから電話で「飲みに来い」と呼び出された際、岩本にお伺いを立てた。岩本は「あー、あそこの寿司が食いたいな」と言って、田尾が手土産を持って帰れば門限を破ってもお咎め無しにしていた。
平野謙は門限に遅れても、甘い大福を土産に買ってきたら、懐の深い岩本は笑って許した。
中日退団後も中日本審判協会の発起や審判学校の顧問等で、東海地区のスポーツ振興に貢献し、明大野球部OB会副会長も務めた。

## 詳細情報

### 年度別投手成績
| 年 度     | 球 団     | 登 板 | 先 発 | 完 投 | 完 封 | 無 四 球 | 勝 利 | 敗 戦 | セ 丨 ブ | ホ 丨 ル ド | 勝 率 | 打 者 | 投 球 回 | 被 安 打 | 被 本 塁 打 | 与 四 球 | 敬 遠 | 与 死 球 | 奪 三 振 | 暴 投 | ボ 丨 ク | 失 点 | 自 責 点 | 防 御 率 | W H I P |
| --------- | --------- | ----- | ----- | ----- | ----- | -------- | ----- | ----- | -------- | ----------- | ----- | ----- | -------- | -------- | ----------- | -------- | ----- | -------- | -------- | ----- | -------- | ----- | -------- | -------- | ------- |
| 1947      | 南海      | 5     | 5     | 3     | 1     | 0        | 2     | 2     | --       | --          | .500  | 152   | 37.2     | 27       | 0           | 11       | --    | 2        | 9        | 0     | 0        | 8     | 4        | 0.95     | 1.01    |
| 1948      | 南海      | 18    | 16    | 6     | 3     | 1        | 8     | 4     | --       | --          | .667  | 429   | 107.2    | 84       | 4           | 40       | --    | 1        | 15       | 0     | 0        | 30    | 25       | 2.08     | 1.15    |
| 1949      | 南海      | 17    | 9     | 1     | 0     | 0        | 3     | 5     | --       | --          | .375  | 304   | 63.1     | 89       | 14          | 23       | --    | 1        | 18       | 0     | 0        | 66    | 52       | 7.31     | 1.77    |
| 1950      | 大洋      | 23    | 16    | 4     | 0     | 0        | 7     | 9     | --       | --          | .438  | 505   | 104.0    | 143      | 21          | 53       | --    | 3        | 29       | 2     | 1        | 91    | 78       | 6.75     | 1.88    |
| 1951      | 松竹      | 15    | 11    | 4     | 0     | 0        | 4     | 5     | --       | --          | .444  | 290   | 65.2     | 76       | 6           | 30       | --    | 1        | 14       | 2     | 0        | 46    | 43       | 5.86     | 1.61    |
| 通算：5年 | 通算：5年 | 78    | 57    | 18    | 4     | 1        | 24    | 25    | --       | --          | .490  | 1680  | 378.1    | 419      | 45          | 157      | --    | 8        | 85       | 4     | 1        | 241   | 202      | 4.80     | 1.52    |

### 背番号
- 7 （1947年 - 1949年）
- 1 （1950年）
- 22 （1951年）
- 69 （1969年 - 1972年）